# Sori-harengan
Le sori-harengan est une des langues des îles de l'Amirauté, parlée en 1977 par 570 locuteurs en province de Manus et notamment à Sori et à Harengan. Les deux dialectes insulaires sont presque identiques. Ils utilisent aussi le nyindrou. C'est une langue SVO.